# Points de collecte des déchets radioactifs des Länder
Les points de collecte des déchets radioactifs des Länder sont des centres d'entreposage des déchets (faiblement et moyennement) radioactifs, gérés par les Länder en Allemagne.
Selon loi allemande sur l'énergie atomique (de), les déchets radioactifs doivent être évacués de manière ordonnée. Selon le principe du pollueur-payeur, c'est le producteur de déchets qui est responsable. Les déchets sont finalement stockés dans un centre de stockage définitif. En attendant qu'un tel dépôt soit disponible, les déchets doivent être stockés temporairement. Pour les déchets radioactifs provenant de la médecine, de l'industrie et de la recherche, la loi a imposé aux Länder l'obligation de mettre en place des points de collecte pour le stockage provisoire des déchets radioactifs en provenance de leur territoire. Ils sont pour partie gérés conjointement par plusieurs Länder (voir ci-dessous),.

## Emplacements
| Land                               | Exploitant, lieu                                                                          |
| ---------------------------------- | ----------------------------------------------------------------------------------------- |
| Bade-Wurtemberg                    | Kerntechnische Entsorgung Karlsruhe                                                       |
| Bavière                            | Centre de stockage provisoire de Mitterteich (de), Mitterteich                            |
| Berlin                             | Helmholtz-Zentrum Berlin für Materialien und Energie                                      |
| Hesse                              | Ebsdorfergrund / Roßberg                                                                  |
| Mecklembourg-Poméranie-Occidentale | Zwischenlager Nord (de), Rubenow / Greifswald                                             |
| Brandebourg                        | Zwischenlager Nord (de), Rubenow / Greifswald                                             |
| Basse-Saxe                         | Centre de recherche de Jülich,                                                            |
| Rhénanie-du-Nord-Westphalie        | Centre de recherche de Jülich,                                                            |
| Rhénanie-Palatinat                 | Hoppstädten-Weiersbach                                                                    |
| Sarre                              | Hoppstädten-Weiersbach                                                                    |
| Saxe                               | VKTA - Strahlenschutz, Analytik & Entsorgung (de), Rossendorf (de) (Dresde)               |
| Thuringe                           | VKTA - Strahlenschutz, Analytik & Entsorgung (de), Rossendorf (de) (Dresde)               |
| Saxe-Anhalt                        | VKTA - Strahlenschutz, Analytik & Entsorgung (de), Rossendorf (de) (Dresde)               |
| Hambourg                           | Helmholtz-Zentrum Geesthacht – Zentrum für Material- und Küstenforschung (de), Geesthacht |
| Schleswig-Holstein                 | Helmholtz-Zentrum Geesthacht – Zentrum für Material- und Küstenforschung (de), Geesthacht |
| Brême                              | Helmholtz-Zentrum Geesthacht – Zentrum für Material- und Küstenforschung (de), Geesthacht |

## Littérature
- (de) R. Schulze, « Aufgaben der Landessammelstellen », dans G. Buchert, R. Czarwinski, A. Kaul et al., Strahlenschutz : Wissenschaftliche Grundlagen, Rechtliche Regelungen, Praktische Anwendungen: Kompendium der Sommerschule Strahlenschutz, H. Hoffmann, 2001 (présentation en ligne), p. 239-250.